# Gefährliche Körperverletzung (Deutschland)
Die gefährliche Körperverletzung stellt im deutschen Strafrecht einen Straftatbestand dar, der im 17. Abschnitt des Besonderen Teils des Strafgesetzbuchs (StGB) in § 224 StGB normiert ist. Er zählt zu den Körperverletzungsdelikten. § 224 StGB ist eine Qualifikation der in § 223 StGB geregelten Körperverletzung, die ausgewählte, besonders gefährliche Begehungsweisen der Körperverletzung mit höherer Strafe bedroht. Hierzu zählen etwa das Verwenden von Gift, Waffen oder gefährlichen Werkzeugen sowie das Angreifen aus dem Hinterhalt. Bezugspunkt der Gefährlichkeitsbeurteilung ist die Gefährlichkeit der Tathandlung, weshalb es für die Strafbarkeit nach § 224 StGB nicht darauf ankommt, ob der Täter besonders schwere Verletzungsfolgen verursacht.
Für die gefährliche Körperverletzung droht das Gesetz eine Freiheitsstrafe von sechs Monaten bis zu zehn Jahren an, in minder schweren Fällen eine Strafe von drei Monaten bis zu fünf Jahren. Aufgrund dieses Strafrahmens handelt es sich gemäß § 12 Abs. 2 StGB um ein Vergehen.
§ 224 StGB steht in engem Zusammenhang zu den Erfolgsqualifikationen der Körperverletzung, der schweren Körperverletzung (§ 226 StGB) und der Körperverletzung mit Todesfolge (§ 227 StGB). Anders als diese knüpft § 224 StGB nicht an die Schwere der Tatfolgen an, sondern an die gesteigerte Gefährlichkeit der Verletzungshandlung.
Sowohl in Deutschland als auch sonst in der westlichen Welt ist die Häufigkeit gefährlicher Körperverletzungen seit Jahren rückläufig, während die Anzeigebereitschaft zunimmt. Die polizeiliche Kriminalstatistik des Bundeskriminalamts, die die gefährliche und die schwere Körperverletzung unter einem Schlüssel zusammenfasst, weist für das Jahr 2022 144.663 Fälle auf.

## Normierung und Schutzzweck
Der Tatbestand der gefährlichen Körperverletzung ist in § 224 StGB normiert und lautet seit seiner letzten Änderung am 1. April 1998 wie folgt:
(1) Wer die Körperverletzung
1. durch Beibringung von Gift oder anderen gesundheitsschädlichen Stoffen,
2. mittels einer Waffe oder eines anderen gefährlichen Werkzeugs,
3. mittels eines hinterlistigen Überfalls,
4. mit einem anderen Beteiligten gemeinschaftlich oder
5. mittels einer das Leben gefährdenden Behandlung

begeht, wird mit Freiheitsstrafe von sechs Monaten bis zu zehn Jahren, in minder schweren Fällen mit Freiheitsstrafe von drei Monaten bis zu fünf Jahren bestraft.
§ 224 StGB dient wie sein Grunddelikt, die Körperverletzung, dem Schutz der körperlichen Integrität. Die Strafandrohung für lebensgefährdende Körperverletzungen aus § 224 Abs. 1 Nr. 5 StGB soll zusätzlich das Leben schützen. Die systematische Funktion des § 224 StGB besteht darin, besonders gefährliche Körperverletzungshandlungen mit einer erhöhten Strafandrohung zu versehen.

## Entstehungsgeschichte

### Entstehung und Weiterentwicklung der Qualifikationsnorm unter Geltung des Reichsstrafgesetzbuchs

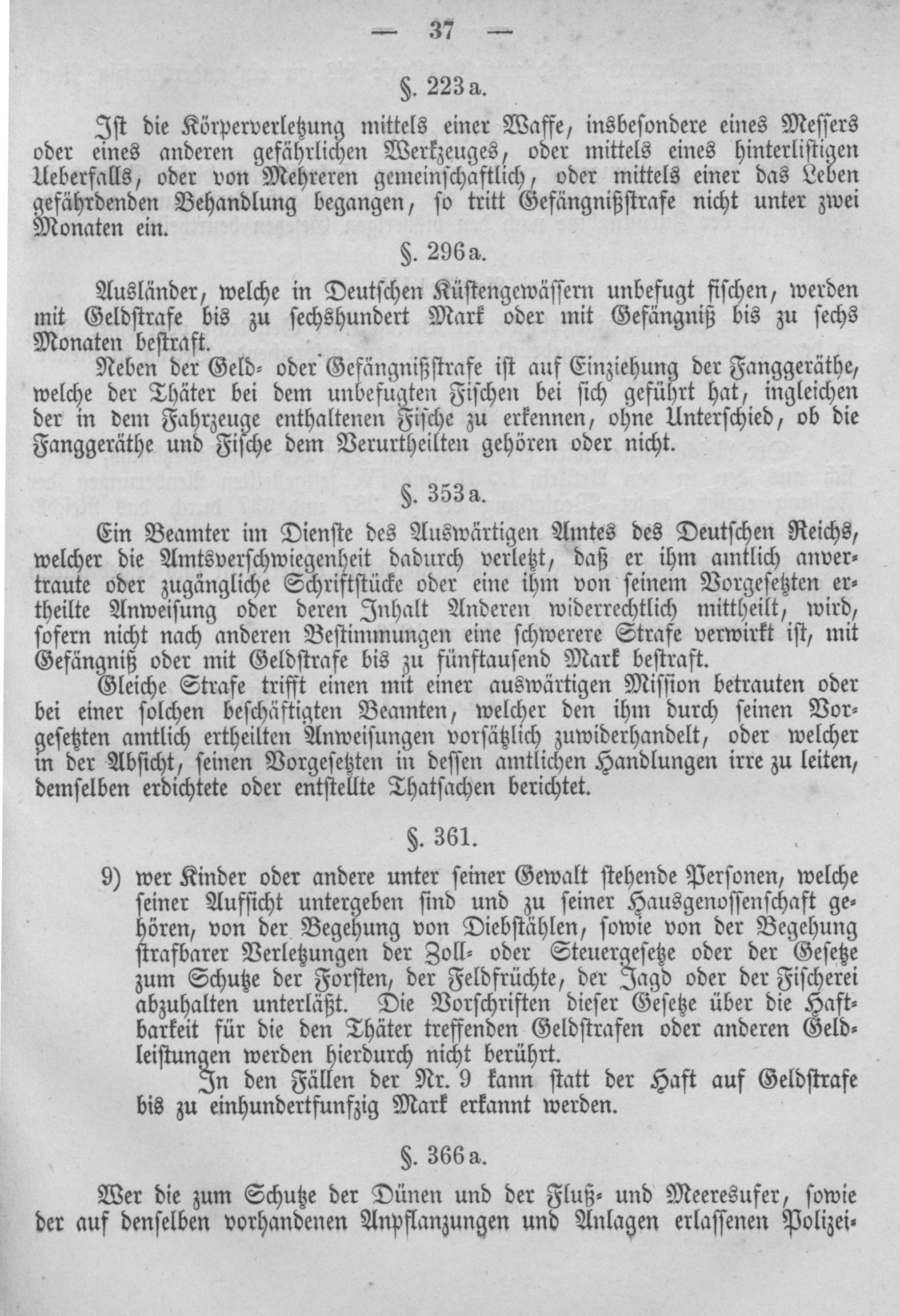
Reichsgesetzblatt zur Einführung des § 223a StGB

Der Tatbestand der gefährlichen Körperverletzung wurde 1876 als Qualifikation der Körperverletzung neu unter § 223a in das Reichsstrafgesetzbuch (RStGB) eingeführt. Anlass hierfür war die zwischen der einfachen Körperverletzung und der schweren Körperverletzung (§ 224 RStGB) klaffende Lücke hinsichtlich des Strafunwerts der jeweiligen Tatbestände. Eine Verurteilung wegen schwerer Körperverletzung, deren Mindeststrafmaß ein Jahr Freiheitsstrafe betrug, erforderte einen qualifizierten Verletzungserfolg, etwa den Verlust des Gehörsinns. In Fällen, in denen ein solcher Erfolg fehlte, der Handlungsunwert aber dennoch etwa wegen einer besonders brutalen Vorgehensweise des Täters hoch war, schien der Strafrahmen des § 223 StGB, der bis zu drei Jahren Freiheitsstrafe reichte, aus Sicht des Gesetzgebers zu gering zu sein.
§ 223a StGB lautete bei seiner Einführung wie folgt:
Die Höchstdauer der Gefängnisstrafe betrug aufgrund des § 16 Abs. 2 StGB a. F. fünf Jahre. Bei mildernden Umständen reduzierte sie sich gemäß § 228 StGB a. F. auf Gefängnis bis zu drei Jahren oder Geldstrafe.

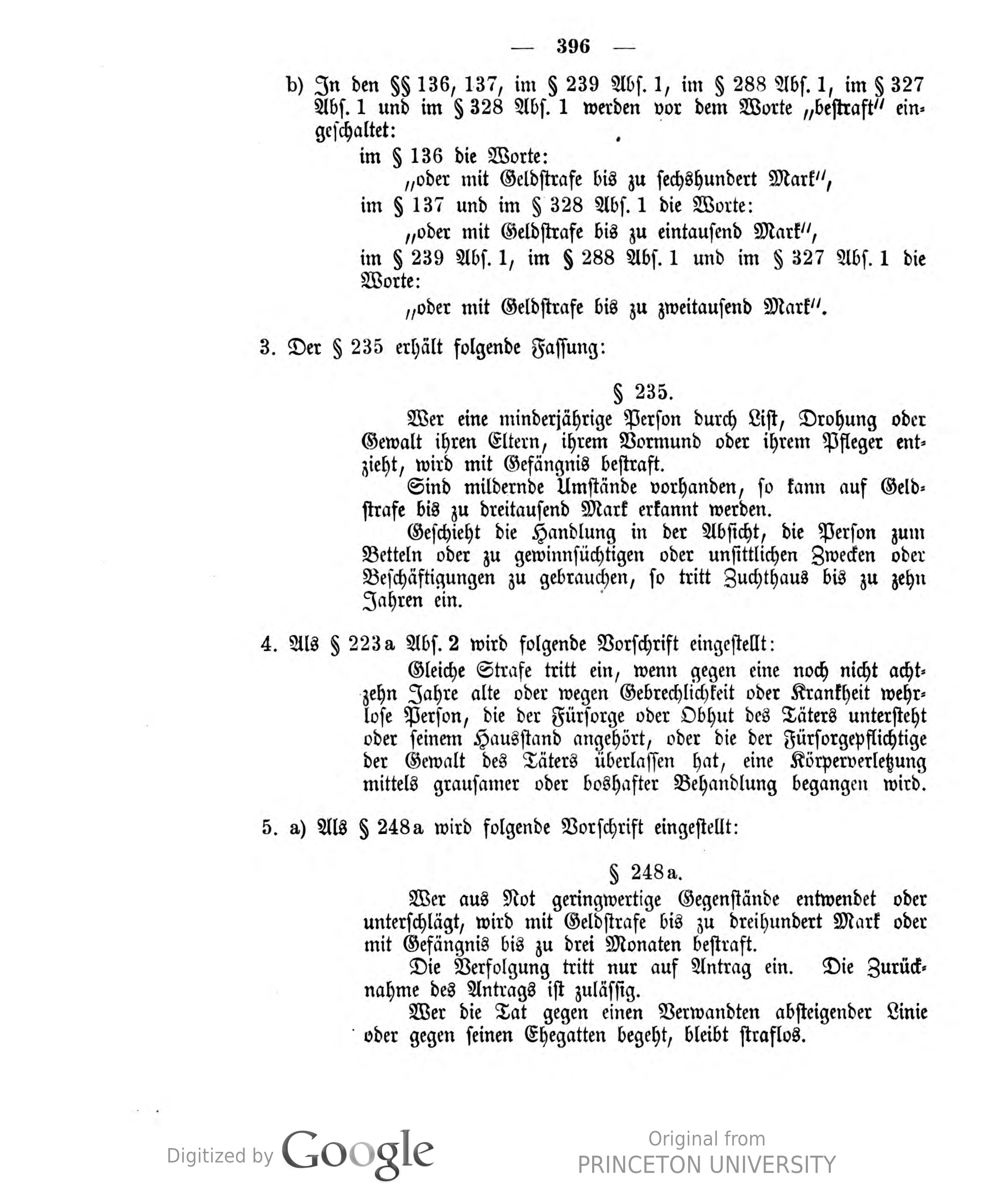
Reichsgesetzblatt von 1912

Im Juni 1912 ergänzte der Gesetzgeber § 223a StGB um einen weiteren qualifizierenden Fall, der ein Verhalten beschrieb, das in ähnlicher Form durch den heutigen Tatbestand der Misshandlung von Schutzbefohlenen (§ 225 StGB) unter Strafe gestellt wird. Hiernach machte sich nach § 223a StGB strafbar, wer eine Körperverletzung an einer minderjährigen oder einer wegen Krankheit oder Gebrechlichkeit wehrlosen Person verübte, gegenüber der er eine Schutzpflicht hatte. Diese Vorschrift lagerte der Gesetzgeber durch das Gesetz vom 26. Mai 1933 in den eigenständigen § 223b StGB aus, dem Vorläufer des heutigen § 225 StGB.

### Änderungen unter Geltung des StGB
Nach Gründung der Bundesrepublik wurde das RStGB durch das dritte Strafrechtsänderungsgesetz als StGB der Bundesrepublik Deutschland neu bekannt gemacht. § 223a StGB blieb hierbei unverändert, da er kein spezifisch nationalsozialistisches Gedankengut zum Ausdruck brachte. Zu einer Änderung kam es unter Geltung des StGB erstmals im Zuge des ersten Strafrechtsreformgesetzes, als er mit Wirkung zum 1. April 1970 die bisherige Gefängnisstrafe durch eine Freiheitsstrafe zwischen zwei Monaten und fünf Jahren ablöste.
Mit Wirkung zum 1. Januar 1975 stellte der Gesetzgeber durch Einfügung des § 223a Abs. 2 StGB den Versuch der gefährlichen Körperverletzung unter Strafe. Hierdurch wollte er vermeiden, dass die ebenfalls mit Wirkung zum 1. Januar 1975 erfolgte Abschaffung der Übertretungen, zu denen etwa das Hetzen von Hunden auf Menschen zählte, zu Strafbarkeitslücken führte. Im Rahmen dieser Gesetzesnovelle erweiterte der Gesetzgeber den Strafrahmen nach unten hin, indem er die Mindeststrafandrohung von zwei Monaten Freiheitsstrafe abschaffte und die Möglichkeit zur Verhängung einer Geldstrafe einführte. Die Regelung zu mildernden Umständen entfiel.
Durch das Verbrechensbekämpfungsgesetz verschärfte der Gesetzgeber mit Wirkung zum 1. Dezember 1994 die Mindeststrafandrohung des § 223a StGB, indem er Geldstrafe als mögliche Sanktion abschaffte und eine Mindestfreiheitsstrafe von drei Monaten anordnete.
Im Rahmen des sechsten Strafrechtsreformgesetzes, das am 1. April 1998 in Kraft trat, erfuhren die Körperverletzungsdelikte eine umfangreiche Überarbeitung, durch die sie im Wesentlichen ihre heutige Gestalt erhielten. Ursprünglich plante der Gesetzgeber, die qualifizierenden Tatbestandsmerkmale des § 223a StGB zu Regelbeispielen umzuformulieren. Hierbei handelt es sich um beispielhafte Fälle, die dem Richter lediglich eine höhere Bestrafung nahelegen ohne diesen zu binden. Dieser Entwurf wurde jedoch nach Kritik einiger Sachverständiger wieder verworfen. Daher behielt der Gesetzgeber den Qualifikationscharakter des § 223a StGB bei. Diese Norm verschob der Gesetzgeber auf § 224 StGB, nachdem diese Stelle durch die Verschiebung der schweren Körperverletzung auf § 226 StGB freigeworden war. In den Katalog der Qualifikationsmerkmale nahm er den bis dahin separat in § 229 StGB geregelten Verbrechenstatbestand der Vergiftung auf, der im Schrifttum aus verschiedenen Gründen vielfach kritisiert worden war. Im Zuge der Reform erhöhte der Gesetzgeber den Strafrahmen der gefährlichen Körperverletzung erneut; nun drohten für gefährliche Körperverletzungen grundsätzlich eine Freiheitsstrafe zwischen sechs Monaten und zehn Jahren. Für Fälle mit geringfügigem Unrecht führte der Gesetzgeber wieder eine Regelung zum minderschweren Fall ein, bei dessen Vorliegen sich der Strafrahmen auf drei Monate bis fünf Jahre Freiheitsstrafe reduzierte. Außerdem nahm er den Tatbestand aus dem Kreis der Privatklagedelikte heraus.

## Heutiger Tatbestand

### Durch Beibringung von Gift oder anderen gesundheitsschädlichen Stoffen

#### Gesundheitsschädliche Stoffe
§ 224 Abs. 1 Nr. 1 StGB setzt seinem Wortlaut nach voraus, dass der Täter die Körperverletzung mithilfe eines Gifts oder eines anderen gesundheitsschädlichen Stoffs begeht. Da die Gesundheitsschädigung ein Tatbestandsmerkmal des § 223 StGB darstellt und die Qualifikation ein besonders hohes Unrecht zum Ausdruck bringen soll, schränkt die herrschende Meinung den Wortlaut des § 224 Abs. 1 Nr. 1 StGB dahingehend ein, dass das Schädigungspotential des Stoffs erheblich sein muss. Welches Schädigungspotential ein Stoff besitzt, beurteilt sich anhand seiner Verwendung im Einzelfall.
Als Gifte gelten organische oder anorganische Substanzen, die die Gesundheit des Opfers durch chemisches oder chemisch-physisches Wirken beschädigen können. Typische Beispiele für Gift sind Arsen, Zyankali, Salzsäure und Stechapfelsamen. Allerdings können aufgrund der beschriebenen Einzelfallbetrachtung auch solche Substanzen als Gifte gelten, die bei üblicher Verwendung ungefährlich sind. So bejahte der Bundesgerichtshof beispielsweise das Nutzen eines Giftes, als der Täter einem kleinen Kind eine lebensgefährliche Menge an Kochsalz verabreichte. Andere gesundheitsschädliche Stoffe sind solche, die die Gesundheit des Opfers durch mechanische oder thermische Wirkung schädigen. Dies trifft beispielsweise zu auf große Mengen an Alkohol oder Medikamenten, auf K.o.-Tropfen, auf Bakterien und Viren, auf heiße Flüssigkeiten sowie auf Brennspiritus. Ist unklar, ob der Täter Gift oder einen anderen gesundheitsschädlichen Stoff verwendet hat, kann er mithilfe der Wahlfeststellung nach § 224 Abs. 1 Nr. 1 StGB verurteilt werden.

#### Beibringen
Ein Beibringen liegt vor, wenn der Täter den Stoff in einer Weise in Verbindung mit dem Körper bringt, dass dieser seine schädigende Wirkung entfalten kann. So verhält es sich etwa, wenn der Täter das Opfer den gesundheitsschädlichen Stoff trinken lässt. Weitere typische Beibringungshandlungen stellen das Verschluckenlassen, das Einspritzen, das Einflößen und das Einatmenlassen des Stoffs dar.
Die genannten Beispiele zeichnen sich dadurch aus, dass der gesundheitsschädliche Stoff seine Wirkung vom Körperinneren des Opfers ausgehend verursacht; über die Tatbestandsmäßigkeit von derart wirkenden Stoffen besteht in Rechtsprechung und Lehre Einigkeit. Umstritten ist hingegen, ob ein Beibringen auch dann vorliegt, wenn der schädigende Stoff lediglich äußerlich angreift. Nach einer im Schrifttum teilweise vertretenen Ansicht trifft dies nicht zu, weil Einwirkungen von außen dem § 224 Abs. 1 Nr. 2 StGB vorbehalten seien. Zudem sei die Vorschrift aufgrund ihres weit gefassten Strafrahmens restriktiv auszulegen. Das überwiegende Schrifttum hält dem entgegen, dass der Wortlaut des § 224 Abs. 1 Nr. 1 StGB keine Anhaltspunkte dafür biete, dass einzig von innen wirkende Stoffe tatbestandsmäßig seien. Darüber hinaus sei es kaum möglich, präzise zwischen äußerer und innerer Einwirkung zu differenzieren. Daher geht es davon aus, dass auch von außen wirkende Stoffe den § 224 Abs. 1 Nr. 1 StGB verwirklichen. Die Rechtsprechung stand bereits beim Vorgängertatbestand der Vergiftung dem zuletzt genannten Ansatz nah; sie geht davon aus, dass von außen einwirkende Stoffe tatbestandsmäßig sind, wenn sie ein Gefahrenpotential aufweisen, das dem von innen heraus wirkender Stoffe gleichsteht.

### Mittels einer Waffe oder eines anderen gefährlichen Werkzeugs

#### Werkzeug
§ 224 Abs. 1 Nr. 2 StGB knüpft wie die Nr. 1 an den Einsatz eines besonders gefährlichen Tatmittels an, indem er den Einsatz gefährlicher Werkzeuge unter Strafe stellt. Auch hier richtet sich die Gefährlichkeit nicht nach einer abstrakten Beurteilung, sondern nach dem Schädigungspotenzial, welches das Werkzeug in seiner konkreten Verwendung besitzt.
Als Werkzeuge gelten nach herrschender Meinung bewegliche Sachen. Unbewegliche Gegenstände können keine gefährliche Werkzeuge sein. Zwar können sie ein ähnliches Gefährdungspotential wie bewegliche Sachen aufweisen, allerdings bezeichne der Begriff des Werkzeugs nach allgemeinem Sprachgebrauch lediglich bewegliche Instrumente, weshalb eine weitergehende Auslegung nicht mit dem strafrechtlichen Bestimmtheitsgrundsatz (Art. 103 Abs. 2 GG) vereinbar wäre. Demnach verneinte der Bundesgerichtshof das Vorliegen eines § 224 Abs. 1 Nr. 2 StGB, als der Täter das Opfer gegen eine Wand schubste und durch den Aufprall verletzte. Auch menschliche Körperteile lassen sich nach überwiegender Auffassung nicht als Werkzeuge bezeichnen, weshalb etwa ein Faustschlag nicht von § 224 Abs. 1 Nr. 2 StGB erfasst wird. Aufgrund der strafrechtlichen Gleichstellung von Sachen und Tieren können hingegen auch Tiere ein Werkzeug sein; so etwa ein von seinem Halter aufgehetzten Hund.

#### Gefährlichkeit des Werkzeugs
Als gefährlich gelten Werkzeuge, die sich aufgrund ihrer Beschaffenheit in ihrer konkreten Verwendungsweise dazu eignen, einen anderen erheblich zu verletzen. Als typische Beispiele lassen sich Baseballschläger und Schlagstöcke als Schlagwerkzeuge sowie Messer als Stichwerkzeuge nennen. Weil die Gefährlichkeit eines Gegenstands indessen stark von dessen individueller Verwendung abhängt, sind auch solche Gegenstände tatbestandsmäßig, die bei ordnungsgemäßem Gebrauch ungefährlich sind und erst durch eine Zweckentfremdung gefährlich werden. So gingen die Gerichte etwa vom Vorliegen eines gefährlichen Werkzeugs aus, als der Täter eine brennende Zigarette im Gesicht eines Menschen ausdrückte, eine Salami zum Schlagen nutzte, mit festem Schuhwerk auf einen anderen eintrat oder einen Schal zum Würgen nutzte. Prothesen gelten nicht als Körperteile, weshalb sie unter § 224 Abs. 1 Nr. 2 StGB fallen, wenn sie etwa als Schlagwerkzeuge eingesetzt werden. Eine Einschränkung des § 224 Abs. 1 Nr. 2 StGB nimmt die herrschende Meinung in Bezug auf Gegenstände vor, die in ihrer konkreten Verwendung nicht dazu bestimmt sind, die körperliche Integrität eines anderen erheblich zu verschlechtern. Dies trifft etwa zu, wenn ein Friseur eine Schere zum Haareschneiden oder ein Chirurg ein Skalpell zwecks medizinischer Behandlung nutzt.
Als Unterfall des gefährlichen Werkzeugs nennt § 224 Abs. 1 Nr. 2 StGB Waffen. Als Waffen gelten Objekte, die generell dazu geeignet und bestimmt sind, Menschen zu verletzen. Dieser Begriff wird in Anlehnung an den Waffenbegriff des WaffG ausgelegt, ohne jedoch mit diesem deckungsgleich zu sein. Als Waffen im Sinne des § 224 Abs. 1 Nr. 2 StGB gelten insbesondere Schuss-, Hieb- und Stoßwaffen. Auch geladene Gaspistolen und Schreckschusswaffen betrachtet die Rechtsprechung als Waffen.

#### Verletzung mittels des Werkzeugs
Die Verletzung muss mittels des gefährlichen Werkzeugs herbeigeführt werden. Der Bundesgerichtshof verneinte allerdings das Vorliegen eines gefährlichen Werkzeugs als der Täter mit einem Pkw auf das Opfer zufuhr, das sich verletzte, als es dem herannahenden Wagen auswich. Das Gericht argumentierte, die Verletzung müsse unmittelbar durch das Werkzeug herbeigeführt werden, was bei einer Verletzung infolge eines Ausweichmanövers nicht der Fall sei. Diese Entscheidung stieß in der Rechtslehre auf Kritik, weil auch die mittelbare Einwirkung auf den Körper durch die Verwendung des Fahrzeugs zu einer gesteigerten Verletzungsgefahr beim Opfer geführt habe, weshalb der Täter das Unrecht einer gefährlichen Körperverletzung verwirkliche.

### Mittels eines hinterlistigen Überfalls
§ 224 Abs. 1 Nr. 3 StGB verwirklicht, wer die Körperverletzung durch einen hinterlistigen Überfall begeht. Anders als § 224 Abs. 1 Nr. 1, 2 StGB setzt diese Qualifikation nicht voraus, dass die Tat für das Opfer aufgrund ihrer konkreten Begehungsweise außergewöhnlich gefährlich ist. Strafgrund der Qualifikation ist die abstrakte Gefährlichkeit des hinterlistigen Überfalls, die sich daraus ergibt, dass sich das Opfer gegen hinterlistige Attacken typischerweise nicht effektiv schützen kann. Daher besitzt die Norm den Charakter eines abstrakten Gefährdungsdelikts. Damit verfolgt § 224 Abs. 1 Nr. 3 StGB eine ähnliche Schutzrichtung wie das Mordmerkmal der Heimtücke (§ 211 StGB). Allerdings ist die Schwelle zur Heimtücke niedriger, weil eine solche bereits dann vorliegt, wenn der Täter ein Überraschungsmoment ausnutzt. Zur Annahme eines hinterlistigen Überfalls genügt dies nicht. Der Begriff „Überfall“ bezeichnet einen plötzlichen Angriff auf einen Ahnungslosen. Dieser ist hinterlistig, wenn der Täter in einer seine wahren Absichten planmäßig verdeckender Weise vorgeht, um dem Opfer die Verteidigung gegen den Überfall zu erschweren.
Tatbestandsmäßig handelt etwa, wer dem Opfer in einem Versteck auflauert, sich an dieses anschleicht oder sich diesem unter Vortäuschung friedlicher Absichten annähert. Ein hinterlistiger Überfall liegt darüber hinaus vor, wenn der Täter das Opfer an einen Ort lockt, an dem seine Verteidigungsfähigkeit beschränkt ist. § 224 Abs. 1 Nr. 3 StGB ist ferner auch dann regelmäßig verwirklicht, wenn der Täter einen gesundheitsschädlichen Stoff im Sinne des § 224 Abs. 1 Nr. 1 StGB einsetzt, da das Opfer einen solchen typischerweise nur dann zu sich nimmt, wenn es sich in Sicherheit glaubt. Verneint wurde § 224 Abs. 1 Nr. 3 StGB demgegenüber, als der Täter ausnutzte, dass das Opfer schlief, es ihm den Rücken zudrehte oder es durch den Angriff überrascht wurde.

### Mit einem anderen Beteiligten gemeinschaftlich
§ 224 Abs. 1 Nr. 4 StGB ist verwirklicht, wenn der Täter die Körperverletzung gemeinschaftlich mit einem anderen Beteiligten begeht. Auch bei diesem Qualifikationstatbestand handelt es sich um ein abstraktes Gefährdungsdelikt, dessen Strafandrohung sich dadurch rechtfertigt, dass ein von mehreren verübter Angriff typischerweise das Opfer in besonders starkem Maß gefährdet: Zum einen erschwert das Zusammenwirken mehrerer dem Opfer regelmäßig die Verteidigung gegen den Angriff. Zum anderen steigert es regelmäßig das Risiko erheblicher Verletzungen.
Ein gemeinschaftlicher Angriff setzt zunächst voraus, dass im Zeitpunkt des Angriffs zumindest zwei Personen auf Täterseite am Tatort anwesend sind. Diese müssen den Angriff gemeinschaftlich begehen. Dies setzt nicht zwangsläufig voraus, dass alle Beteiligten eigenhändig Verletzungshandlungen vornehmen. Es genügen auch andere täterschaftliche Beiträge. Ob darüber hinausgehend auch bloße Teilnahmehandlungen, also Anstiftung oder Beihilfe, genügen, ist in der Rechtswissenschaft umstritten: Teilweise wird dies verneint, weil eine solche Interpretation nicht mit dem Begriff gemeinschaftlich harmoniere, der ein täterschaftliches Zusammenwirken mehrerer nahelege. Schließlich gebrauche das Gesetz diesen Begriff in § 25 Abs. 2 StGB, um das Zusammenwirken zweier Mittäter zu beschreiben. Auch sei das hohe Strafmaß des § 224 Abs. 1 Nr. 4 StGB lediglich beim Zusammenwirken von wenigstens zwei Personen mit täterschaftlichem Beitrag angemessen. Die Rechtsprechung teilte diese Sichtweise unter Geltung der Vorläufernorm § 223a StGB, der voraussetzte, dass die Tat „von mehreren gemeinschaftlich begangen“ worden war. Seit der Neufassung des Tatbestands geht sie jedoch im Einklang mit dem überwiegenden Schrifttum davon aus, dass § 224 Abs. 1 Nr. 4 StGB auch dann verwirklicht ist, wenn ein Täter die Körperverletzung gemeinsam mit einem Teilnehmer begeht. Begründet wird dies damit, dass § 224 Abs. 1 Nr. 4 StGB von einem anderen Beteiligten spricht. Gemäß § 28 Abs. 1 S. 2 StGB bezeichnet dieser Begriff sowohl Täter als auch Teilnehmer, schließt also insbesondere die Beihilfe mit ein. Innerhalb dieser vorherrschenden Auffassung ist wiederum umstritten, welche Beihilfehandlungen tatbestandsmäßig sind. Nach Ansicht der Rechtsprechung genügt es, wenn sich die Beihilfehandlung dazu eignet, die Lage des Opfers zu verschlechtern. Unstreitig trifft dies auf Formen der physischen Beihilfe zu, etwa auf das Hindern des Opfers an der Flucht oder auf das Beschaffen von Tatwerkzeugen. Darüber hinaus geht die Rechtsprechung davon aus, dass auch psychische Beihilfe zur Annahme des § 224 Abs. 1 Nr. 4 StGB genügt, etwa durch das Bestärken des Tatentschlusses des Täters. Dies sehen viele Stimmen im Schrifttum kritisch, weil sie davon ausgehen, dass psychische Beihilfe den Schutzzweck des § 224 Abs. 1 Nr. 4 StGB, den Schutz vor der abstrakten Gefährlichkeit gemeinsamen Vorgehens, nicht berührt.
Da es sich um ein abstraktes Gefährdungsdelikt handelt, kann der Tatbestand auch dann erfüllt sein, falls die Beteiligung mehrerer die Schwere der Verletzungen nicht erhöht. Nicht notwendig ist zudem, dass das Opfer erkennt, dass es mehreren Angreifern gegenübersteht. Für die objektive Gefährlichkeit eines von mehreren verübten Angriffs ist dies schließlich unerheblich.

### Mittels einer das Leben gefährdenden Behandlung
§ 224 Abs. 1 Nr. 5 StGB setzt voraus, dass der Täter die Körperverletzung mittels einer das Leben des Opfers gefährdenden Behandlung begeht. Diese Qualifikation rechtfertigt sich durch das gesteigerte Unrecht, das einer Lebensgefährdung innewohnt.
Umstritten ist, anhand welchen Maßstabs das Vorliegen einer Lebensgefahr zu beurteilen ist. Nach einer teilweise vertretenen Ansicht setzt eine Strafbarkeit nach § 224 Abs. 1 Nr. 5 StGB voraus, dass der Täter das Opfer in eine konkrete Lebensgefahr bringt. Hiernach ergibt sich die Gefährlichkeit aus den Tatumständen des Einzelfalls. Diese Sichtweise argumentiert damit, dass das hohe Strafmaß des § 224 StGB eine restriktive Auslegung des Tatbestands interpretiere, die am ehesten durch die Notwendigkeit einer konkreten Lebensgefahr gewährleistet werde.
Nach überwiegender Auffassung, die auch von der Rechtsprechung vertreten wird, genügt es hingegen, wenn die Körperverletzungshandlung des Täters bei genereller Betrachtung das Potential zur Lebensgefährdung hat; die Lebensgefahr muss also lediglich abstrakter Natur sein. Anhänger dieser Auffassung argumentieren damit, dass der Gesetzgeber in § 224 StGB Vorgehensweisen des Täters qualifizierte, von denen typischerweise gesteigerte Gefahren ausgehen. Darüber hinaus fordere die Norm ihrem Wortlaut nach kein Verursachen einer Lebensgefahr, sondern eine lebensgefährliche Verletzungshandlung. Als tatbestandsmäßig bewertete die Rechtsprechung beispielsweise das Werfen in eiskaltes Wasser, das Drosseln mit einem Sicherheitsgurt, schwere Schläge gegen den Kopf, das Infizieren mit dem HI-Virus, Stiche mit dem Schraubendreher, das Knien auf dem Brustkorb und das Mitschleifen eines Menschen an einem beschleunigenden Fahrzeug. Auch Tritte gegen den Bauch einer Schwangeren stufte sie als eine lebensgefährdende Handlung im Sinne von § 224 Abs. 1 Nr. 5 StGB ein (hier liegt Tateinheit mit ggf. versuchtem Schwangerschaftsabbruch vor).
Die Körperverletzung muss mittels der lebensgefährdenden Behandlung begangen sein. Dies setzt voraus, dass die Lebensgefährdung unmittelbare Folge der Körperverletzungshandlung sein muss. Hieran fehlte es aus Sicht des Bundesgerichtshofs in einem Fall, in dem der Täter das Opfer auf eine Autobahn stieß, weil der Stoß nicht mit einer unmittelbaren Lebensgefahr verbunden war.

### Vorsatz
Gemäß § 15 StGB muss der Täter zunächst mit bedingtem Vorsatz handeln, also die wesentlichen Tatumstände erkennen und den Eintritt des Taterfolgs zumindest billigend in Kauf nehmen.
Bei § 224 Abs. 1 Nr. 1, 2 StGB setzt dies insbesondere voraus, dass der Täter die Umstände erkennt, aus denen sich erhöhte Gefährlichkeit des Tatmittels ergibt. § 224 Abs. 1 Nr. 3 StGB erfordert, weil er ein planmäßiges Vorgehen voraussetzt, dass der Täter mit Absicht als stärkster Vorsatzform handelt. Bei § 224 Abs. 1 Nr. 4 StGB muss der Täter in dem Bewusstsein handeln, dass er die Tat mit einem anderen gemeinsam begeht.
Umstritten ist, worauf sich der Vorsatz bei § 224 Abs. 1 Nr. 5 StGB beziehen muss. Nach der Rechtsprechung genügt es, dass der Täter die Umstände erkennt, welche die Lebensgefahr für das Opfer begründen. Eine restriktivere, im Schrifttum vertretene Ansicht fordert zusätzlich, dass dem Täter bewusst wird, das Leben des Opfers zu gefährden.

## Versuch, Vollendung und Beendigung
Die Strafbarkeit des Versuchs ergibt sich aus § 224 Abs. 2 StGB. Ein Versuch liegt vor, wenn der Täter mit Tatentschluss unmittelbar zur Tat ansetzt. Die Schwelle zum unmittelbaren Ansetzen überschreitet der Täter, sobald er eine Handlung vornimmt, die aus seiner Sicht unmittelbar in der Verwirklichung des gesetzlichen Tatbestands führen soll.
Damit der Versuch nach § 224 StGB strafbar ist, muss der Täter gerade zur qualifizierten Begehungsweise ansetzen. Bei § 224 Abs. 1 Nr. 1, 2 StGB ist dies typischerweise der Fall, wenn der Täter damit beginnt, das qualifizierende Mittel gegen die körperliche Integrität des Opfers einzusetzen. Bei § 224 Abs. 1 Nr. 3 StGB kann das unmittelbare Ansetzen bereits darin bestehen, dass der Täter das Opfer in Sicherheit wiegt. Bei § 224 Abs. 1 Nr. 4 StGB bejahte der BGH das unmittelbare Ansetzen, als die Täter Molotowcocktails auf ein Gebäude geworfen hatten, um die Opfer zwecks Begehung der Körperverletzung herauszulocken.
Die Tat ist mit dem Eintritt des Körperverletzungseffekts vollendet und zugleich beendet. Ab diesem Zeitpunkt beginnt die Verjährung, die gemäß § 78 Abs. 3 Nr. 3 StGB zehn Jahre beträgt.

## Prozessuales und Strafzumessung
Für die gefährliche Körperverletzung droht das Gesetz grundsätzlich eine Freiheitsstrafe von sechs Monaten bis zu zehn Jahren an. Für die Strafzumessung ist von Bedeutung, ob der Täter mehrere Qualifikationstatbestände verwirklicht hat. Gleiches gilt für die Brutalität, mit der der Täter vorgeht. Weist die Tat einen außergewöhnlich geringen Schuldgehalt auf, kann sie analog § 213 StGB als minder schwerer Fall bewertet werden.
Anders als die einfache Körperverletzung wird die gefährliche Körperverletzung als Offizialdelikt von Amts wegen unabhängig vom Vorliegen eines Strafantrages verfolgt, da sich § 230 StGB nicht auf § 224 StGB bezieht. Die gefährliche Körperverletzung stellt gemäß § 112a Abs. 1 Nr. 2 StPO einen der Tatbestände dar, die bei Wiederholungsgefahr unter bestimmten Voraussetzungen die Anordnung von Untersuchungshaft erlauben. Während des Prozesses muss das Gericht gemäß § 265 Abs. 1 StPO darauf hinweisen, nach welcher Variante des § 224 StGB es den Täter verurteilen will.

## Gesetzeskonkurrenzen
Werden im Zusammenhang mit einer Tat nach § 224 StGB weitere Delikte verwirklicht, stehen diese zur gefährlichen Körperverletzung in Gesetzeskonkurrenz. Häufig tritt diese im Zusammenhang mit anderen Körperverletzungs- und Tötungsdelikten auf.
Verwirklicht der Täter durch eine Handlung mehrere Tatbestandsalternativen des § 224 Abs. 1 StGB, bilden diese insgesamt eine qualifizierte Körperverletzungstat. Die gefährliche Körperverletzung verdrängt als lex specialis die einfache Körperverletzung. Gelangt die qualifizierte Körperverletzung nicht über das Versuchsstadium hinaus, während die einfache Körperverletzung gelingt, stehen beide Delikte jedoch aus Klarstellungsgründen zueinander in Tateinheit.
Gegenüber vollendeten Tötungsdelikten tritt die gefährliche Körperverletzung im Wege der Subsidiarität zurück. Gelangt das Tötungsdelikt allerdings nicht über das Versuchsstadium hinaus, während das Körperverletzungsdelikt vollendet wird, besteht Tateinheit zwischen beiden Delikten (§ 52 StGB). Tateinheit kommt ebenfalls mit der sexuellen Nötigung (§ 177 StGB), der schweren Körperverletzung (§ 226 StGB), der Misshandlung von Schutzbefohlenen (§ 225 StGB), der Körperverletzung mit Todesfolge (§ 227 StGB), der Beteiligung an einer Schlägerei (§ 231 StGB) und der Nötigung (§ 240 StGB) in Betracht.
Die in § 224 Abs. 1 Nr. 5 StGB genannte Tatvariante der lebensgefährdenden Behandlung wird verdrängt durch konkrete Lebensgefährdungen, die in einigen weiteren, schwerer wiegenden Tatbeständen enthalten sind; dies trifft etwa auf den schweren Raub (§ 250 Abs. 2 StGB) und die besonders schwere Brandstiftung (§ 306b Abs. 2 Nr. 1 StGB) zu. Vergiftet der Täter sein Opfer mithilfe von Betäubungsmitteln, tritt die Strafbarkeit nach § 224 Abs. 1 Nr. 1 StGB hinter die spezielleren Strafvorschriften des BtMG zurück.

## Kriminologie
Die Polizeiliche Kriminalstatistik des Bundeskriminalamts fasst Anzeigen zu „Gefährliche und schwere Körperverletzung, Verstümmelung weiblicher Genitalien §§ 224, 226, 226a, 231 StGB“ unter dem Kriminalitätsschlüssen 222000 zusammen. Bei der Betrachtung der Zahlen ist zu beachten, dass ein polizeilicher Tatvorwurf nicht identisch mit der juristischen Wertung sein muss.
Die Anzahl der Delikte stieg demnach zwischen 1988 und 2007 an, war dann bis 2014 rückläufig, nahm 2015 und 2016 zu, um seither wieder zu fallen. Im Jahr des Höhepunkts 2007 waren es 154.849 Fälle, 2021 noch 122.341. Der zwischenzeitliche Anstieg wird auch auf eine erhöhte Ermittlungstätigkeit der Polizei und eine höhere Anzeigebereitschaft der Bevölkerung bei Gewaltkriminalität zurückgeführt. So steigt seit 1993 der prozentuale Anteil angezeigter Delikte, die im Versuchsstadium bleiben, fast kontinuierlich an. Die Aufklärungsquote liegt mit über 80 % seit 1987 auf einem vergleichsweise hohen Niveau.
Im Jahr 2016 waren etwa 84 % der angezeigten mutmaßlichen Täter männlich. Knapp 30 % der Taten wurden unter Alkoholeinfluss begangen.
Zugenommen hat seit den 2000er-Jahren die Anzahl jugendlicher Tatverdächtiger, was auch darauf zurückgeführt wird, dass Jugendliche öfter in Banden auftreten und dadurch häufig § 224 Absatz 1 Nummer 4 StGB verwirklichen.
Weniger als ein Prozent der Taten werden mit einer Schusswaffe begangen. Bis 1999 stieg der Schusswaffengebrauch auf 592 Fälle an, um danach wieder zu sinken. Seit einem Tiefpunkt 2015 mit 120 Fällen steigen die Zahlen wieder. 2021 waren es 215 Fälle.
Im Juni 2018 sprach sich die Innenministerkonferenz dafür aus, das Phänomen „Messerangriff“ bundeseinheitlich statistisch zu erfassen. Für das Berichtsjahr 2021 liegen dazu erstmals valide Daten vor. Im Bereich gefährlicher und schwerer Körperverletzung lag der Anteil bei 5,8 % (7.071 Fälle).
Vor allem in westlichen Ländern ist über lange Zeiträume relativ synchron ein Kriminalitätsrückgang besonders bei Gewaltkriminalität und Diebstahl gut dokumentiert. In den Ländern, die entsprechende Daten seit vielen Jahren erfassen, wurde deutlich, dass die Bereitschaft der Opfer, Anzeige zu erstatten, überall anstieg. Das Dunkelfeld nimmt also ab.
Änderungen des Anzeigeverhaltens, juristische Änderungen, einer erweiterten Registrierung durch die Polizei und der verringerten gesellschaftlichen Toleranz gegenüber Gewalt führten zu einem wesentlichen Anstieg der Fallzahlen in den Kriminalstatistiken gegenüber den tatsächlichen Vorfällen aller entwickelten Länder. Der aktuelle Rückgang wird dadurch unterschätzt und der vorhergegangene Anstieg überschätzt.
- Diagrammdaten:
- Definition |
- Rohdaten |
- Hilfe

|      | erfasste Fälle | erfasste Fälle        | erfasste Fälle  | mit Schusswaffe | mit Schusswaffe |                  |
| Jahr | insgesamt      | pro 100.000 Einwohner | Versuche        | geschossen      | gedroht         | Aufklärungsquote |
| ---- | -------------- | --------------------- | --------------- | --------------- | --------------- | ---------------- |
| 1987 | 63.711         | 104,2                 | 4.074 (6,4 %)   | 265             | 1.535           | 84,1 %           |
| 1988 | 62.889         | 102,4                 | 4.298 (6,8 %)   | 247             | 1.480           | 84,1 %           |
| 1989 | 64.840         | 104,6                 | 4.249 (6,6 %)   | 228             | 1.327           | 83,5 %           |
| 1990 | 67.095         | 107,0                 | 4.174 (6,2 %)   | 227             | 1.368           | 82,6 %           |
| 1991 | 73.296         | 112,7                 | 4.298 (5,9 %)   | 294             | 1.398           | 80,6 %           |
| 1992 | 77.160         | 117,3                 | 4.800 (6,2 %)   | 382             | 1.797           | 80,7 %           |
| 1993 | 87.784         | 108,4                 | 5.061 (5,8 %)   | 439             | 2.378           | 80,1 %           |
| 1994 | 88.037         | 108,2                 | 5.340 (6,1 %)   | 493             | 2.280           | 81,3 %           |
| 1995 | 95.759         | 117,4                 | 6.023 (6,3 %)   | 536             | 2.478           | 81,7 %           |
| 1996 | 101.333        | 123,9                 | 6.594 (6,5 %)   | 553             | 2.619           | 83,2 %           |
| 1997 | 106.222        | 129,5                 | 6.922 (6,5 %)   | 522             | 2.508           | 82,5 %           |
| 1998 | 110.277        | 134,4                 | 7.690 (7,0 %)   | 535             | 2.289           | 83,6 %           |
| 1999 | 114.516        | 139,6                 | 8.322 (7,3 %)   | 592             | 2.300           | 83,9 %           |
| 2000 | 116.912        | 142,3                 | 8.866 (7,6 %)   | 580             | 2.159           | 83,9 %           |
| 2001 | 120.345        | 146,3                 | 9.042 (7,5 %)   | 473             | 1.715           | 83,8 %           |
| 2002 | 126.932        | 154,0                 | 9.596 (7,6 %)   | 492             | 1.707           | 84,6 %           |
| 2003 | 132.615        | 160,7                 | 10.141 (7,6 %)  | 441             | 1.844           | 84,1 %           |
| 2004 | 139.748        | 169,3                 | 10.790 (7,7 %)  | 389             | 1.546           | 84,2 %           |
| 2005 | 147.122        | 178,3                 | 12.151 (8,3 %)  | 418             | 1.492           | 83,5 %           |
| 2006 | 150.874        | 183,0                 | 12.953 (8,6 %)  | 352             | 1.357           | 83,2 %           |
| 2007 | 154.849        | 188,1                 | 13.589 (8,8 %)  | 350             | 1.337           | 82,5 %           |
| 2008 | 151.208        | 183,9                 | 15.347 (10,1 %) | 279             | 1.084           | 82,3 %           |
| 2009 | 149.301        | 182,1                 | 15.730 (10,5 %) | 214             | 1.098           | 82,2 %           |
| 2010 | 142.903        | 174,7                 | 15.799 (11,1 %) | 202             | 931             | 82,3 %           |
| 2011 | 139.091        | 170,1                 | 16.085 (11,6 %) | 153             | 947             | 82,3 %           |
| 2012 | 136.077        | 166,3                 | 16.524 (12,1 %) | 169             | 769             | 81,4 %           |
| 2013 | 127.869        | 155,9                 | 16.115 (12,6 %) | 156             | 766             | 82,1 %           |
| 2014 | 125.752        | 155,7                 | 17.106 (13,6 %) | 128             | 690             | 82,4 %           |
| 2015 | 127.395        | 157,0                 | 18.079 (14,2 %) | 120             | 642             | 82,3 %           |
| 2016 | 140.033        | 170,4                 | 20.290 (14,5 %) | 145             | 805             | 82,6 %           |
| 2017 | 137.058        | 166,1                 | 20.550 (15,0 %) | 147             | 700             | 82,8 %           |
| 2018 | 136.727        | 165,1                 | 20.315 (14,9 %) | 139             | 638             | 82,5 %           |
| 2019 | 133.084        | 160,3                 | 19.233 (14,5 %) | 189             | 626             | 82,9 %           |
| 2020 | 130.453        | 156,9                 | 21.339 (16,4 %) | 188             | 674             | 83,7 %           |
| 2021 | 122.341        | 147,1                 | 20.050 (16,4 %) | 215             | 720             | 83,9 %           |
| 2022 | 144.663        | 173,8                 | 22.551 (15,6 %) | 210             | 775             | 80,9 %           |
| 2023 | 154.541        | 183,2                 | 23.968 (15,5 %) | 217             | 833             | 80,5 %           |
| 2024 | 158.177        | 186,8                 | 22.622 (14,3 %) | 262             | 890             | 80,7 %           |